# José Guadalupe Torres Campos
José Guadalupe Torres Campos (Leon de los Aldama, 19 de janeiro de 1960) é bispo de Ciudad Juárez.

## Biografia
José Guadalupe Torres Campos estudou filosofia e teologia no Seminário de León. Obteve a licenciatura em História da Igreja pela Pontifícia Universidade Gregoriana de Roma. Ordenado sacerdote pela Arquidiocese de León em 2 de julho de 1984; foi incardinado em 3 de janeiro de 2004 no clero da diocese de Irapuato estabelecida na mesma data.
Exerceu as seguintes funções pastorais: Prefeito do Seminário Menor de León, Secretário Privado do Bispo, Notário do Tribunal Eclesiástico, Vigário Paroquial, Chanceler da Cúria Diocesana, Pároco, Vigário Episcopal e Vigário Geral da Diocese de Irapueto.
Papa Bento XVI nomeou-o em 10 de dezembro de 2005 Bispo Titular de Quiza e Bispo Auxiliar de Ciudad Juárez. O bispo de Ciudad Juárez, Renato Ascencio León, concedeu-lhe a consagração episcopal em 22 de fevereiro do ano seguinte; os co-consagradores foram Giuseppe Bertello, Núncio Apostólico no México, e José de Jesús Martínez Zepeda, Bispo de Irapuato.
Em 25 de novembro de 2008 foi nomeado primeiro bispo da Diocese de Gómez Palacio, estabelecida na mesma data, e empossado em 17 de fevereiro do ano seguinte.

Em 20 de dezembro de 2014, o Papa Francisco o nomeou Bispo de Ciudad Juárez. A posse ocorreu em 20 de fevereiro do ano seguinte.